# Río Umpqua
El río Umpqua (del inglés: Umpqua river) es un río de la costa Noroeste del Pacífico de los Estados Unidos, de aproximadamente 179 kilómetros de longitud (364 km si se considera con su fuente más lejana, el Umpqua-Umpqua Sur), que discurre íntegramente por el estado de Oregón. Drena una extensa red de valles en las montañas al oeste de la cordillera de las Cascadas y al sur del Valle del Willamette, del que está separado por las montañas Calapooya (Calapooya Mountains). Desde su nacimiento al noroeste de Roseburg (que contaba en 2010 con 21 181 hab.), el Umpqua fluye en dirección noroeste a través de la cordillera de la costa de Oregon (Oregon Coast Range) y desemboca en el Pacífico a nivel de Winchester Bay. El río y sus afluentes discurren íntegramente dentro del condado de Douglas (Oregón), que comprende la mayor parte de las cuencas de ríos que descienden desde la Cordillera de las Cascadas hasta la costa de Oregón. Los «Cien Valles del Umpqua» (Hundred Valleys of the Umpqua) forman el corazón de la industria maderera en el sur de Oregón, generalmente centrado en Roseburg. El río es conocido por sus pesquerías, especialmente el bajo y el sábalo.
Los nativos americanos que habitaban la cuenca del Umpqua eran de varias tribus, como los umpqua (una banda de coquilles por la que fue nombrado el río) y los kalapuya. Estas tribus fueron testigas de la gran inundación de 1862, durante la cual el Umpqua y otros ríos aumentaron tanto su nivel que incluso los indios más viejos jamás habían visto una inundación mayor .
Etimológicamente, la palabra umpqua es una palabra de los indios coquille que nombraba el río y que más tarde fue aplicada a la tribu que vivía en su valle.

## Curso
Los ríos Umpqua Norte (de 177 km) y Umpqua Sur (de 185 km) nacen en la vertiente occidental de las Southern Oregon Cascades, y fluyen generalmente en dirección oeste hasta unirse y dar lugar al nacimiento oficial del río Umpqua, a aproximadamente 9,7 km al noroeste de la localidad de Roseburg. Hoy día, el término «valle del Umpqua» a veces se refiere a las partes bajas pobladas del Umpqua Sur al sur de Roseburg, siguiendo la ruta de la carretera interestatal 5. El Umpqua Norte surge de la fusión de la nieve y se considera uno de los primeros ríos de trucha arco iris estivales en Occidente. Un tramo de 25,4 km de este ramal Norte ha sido declarados el 28 de octubre de 1988 río recrativo nacional (National Recreativ River).
Desde Roseburg, el Umpqua fluye generalmente hacia el noroeste a través de amplios valles agrícolas en la cordillera de la Costa de Oregón en un curso serpenteante pasado el asentamiento de Umpqua y la ciudad de Elkton (195 hab. en 2010). En Elkton, se vuelve al oeste por un cañón estrecho pasado Scottsburg, que se encuentra en la cabeza de la marea. Entra en Winchester Bay, en el Pacífico, cerca de Reedsport (4154 hab. en 2010). Recibe al río Smith (de 135 km), que llega desde el norte, cerca de su estuario en Winchester Bay. El faro del río de Umpqua (Umpqua River Light) protege los barcos que se acercan a la boca de la río.
El Umpqua es uno de los cuatro ríos principales de Oregon que comienzan en, o al este de, la cordillera de las Cascadas y llegan hasta el océano Pacífico. Los otros son el río Rogue (en Oregón), el río Klamath (que fluye desde Oregón a California) y el río Columbia (que fluye desde la Columbia Británica al estado de Washington y el Pacífico entre Oregón y Washington).

## Historia

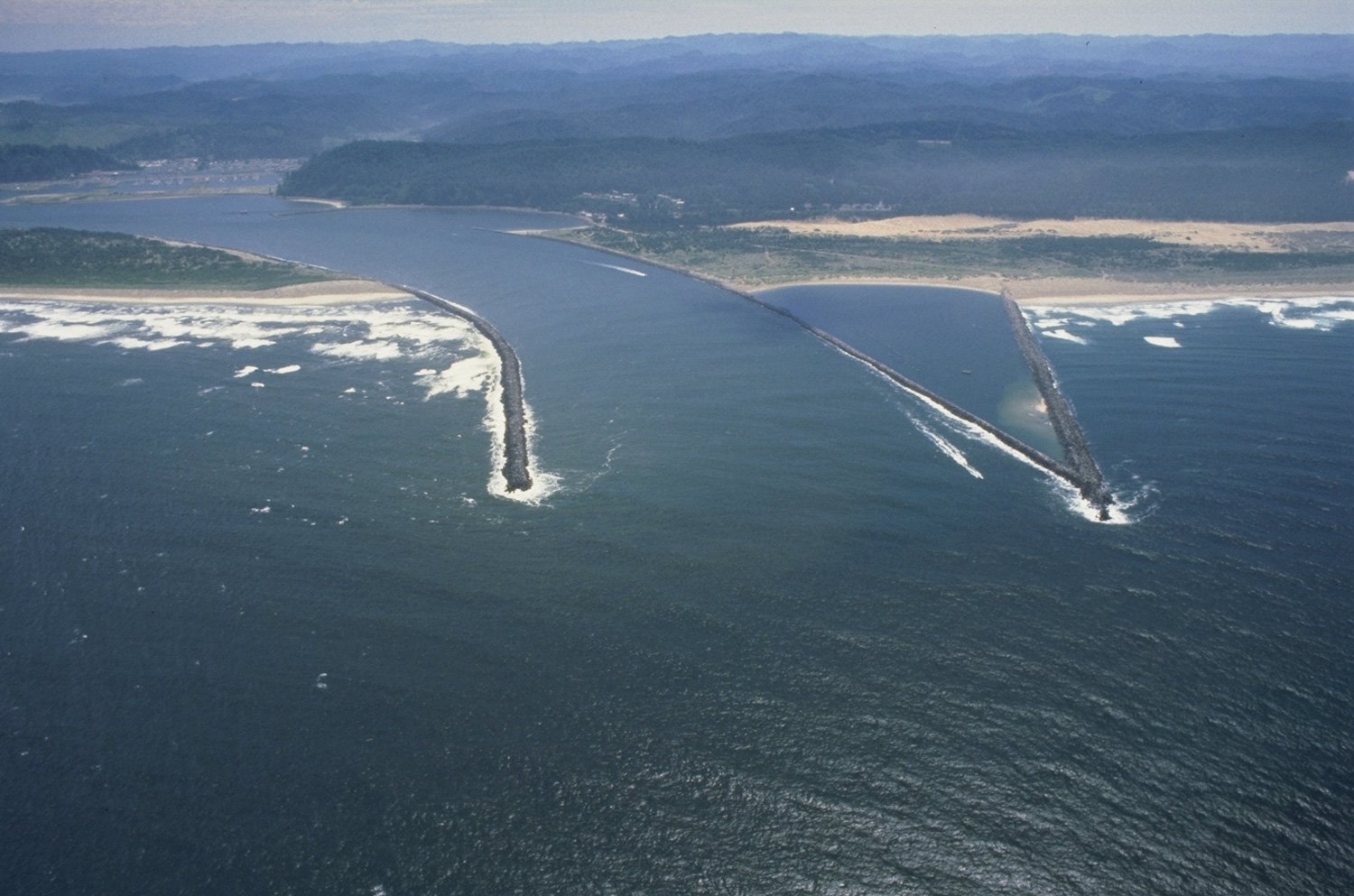
La desembocadura del río en el Pacífico en Winchester Bay

A principios del siglo XIX el valle del río estaba habitado en gran parte por la tribu nativoamericana de los coquille. La tribu cedió, en 1854, la mayor parte de sus tierras al gobierno de EE. UU. en el Tratado con los umpqua y los kalapuya,[cita requerida] acordando trasladarse a una reserva en el condado de Lincoln, como parte de las Tribus Confederadas de Siletz.
El valle del río Umpqua y su cuenca fueron habitados por varios grupos diferentes de indígenas: principalmente, el Umpqua Alto estuvo poblado por hablantes athabaskanos; hablantes takelman, una banda de umpqua, estaban en Cow Creek; los yoncalla (una tribu kalapuyan) en el norte, y los quiché (Bajo Umpqua) desde Scottsburg/Wells Creek hasta la costa. Los quiché hablaban una lengua alejada relacionada con los alsea/yakonan y las lenguas de Coos Bay.
En la gran inundación de 1862, el río Umpqua sufrió la mayor inundación conocida por todos los indios de la zona en su época, y el agua alcanzó entre 3,0 y 4,6 m más altura que las inundaciones de 1853. Las aguas crecieron del 3 de noviembre al 3 de diciembre, se desplomaron durante dos días y luego volvieron a subir hasta el 9 de diciembre. En Fort Umpqua, las comunicaciones río arriba quedaron cortadas por encima de Scottsburg, y el río estaba lleno de casas flotantes, graneros, rieles y productos. En Port Orford, el río Coquille arrasó las propiedades de los colonos. También se produjeron grandes daños en el río Rogue y en otros pequeños arroyos.

## Uso recreativo
El río Umpqua cuenta con algunas de las zonas de pesca mejores del mundo, de pesca con mosca, pesca del salmón y pesca de esturión.[cita requerida] La pesca en el río Umpqua también es famosa por su bajo de boca pequeña, róbalo rayado y la población de sábalos.

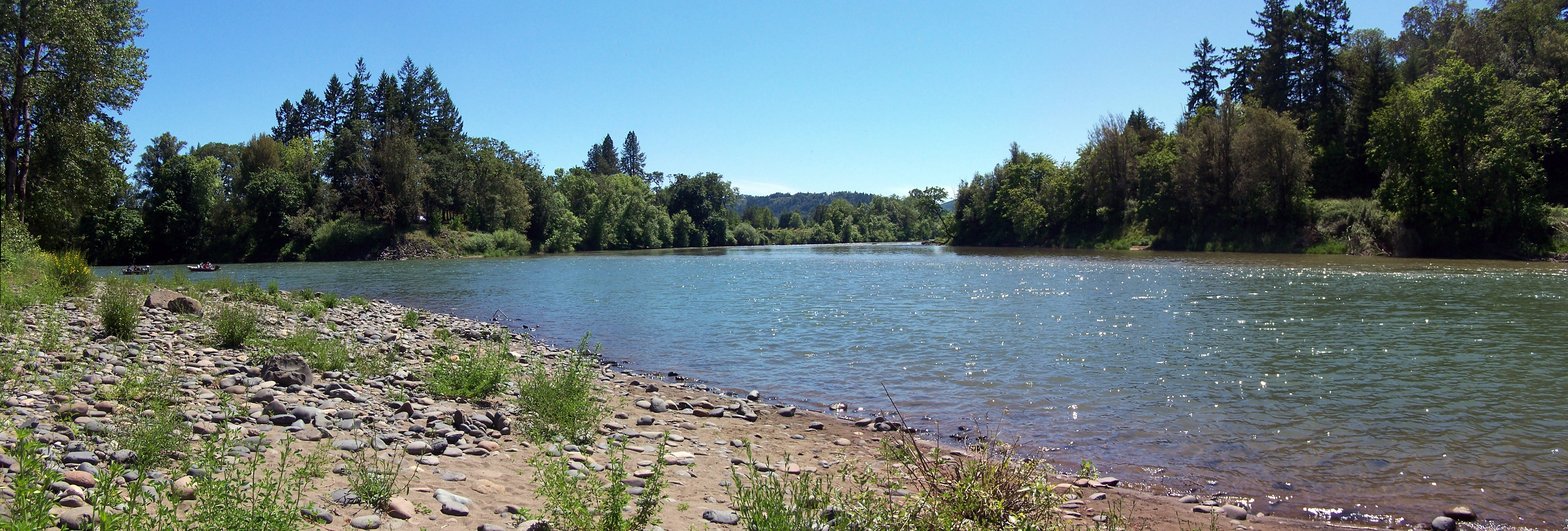
La confluencia de las cabeceras del río Umpqua: el Umpqua Norte (izquierda) y el Umpqua Sur (en el centro)